# Schroederichthys chilensis
Espèce
Synonymes
- Halaelurus chilensis (Vaillant, 1891)

Répartition géographique
Statut de conservation UICN

 DD  : Données insuffisantes
Schroederichthys chilensis est une espèce de requins.